# Музей современного искусства (Вольфсбург)
Музей современного искусства в Вольфсбурге (также Кунстмузеум; нем. Kunstmuseum Wolfsburg) — художественная галерея в центре города Вольфсбург (земля Нижняя Саксония), открытая в мае 1994 года в пешеходной зоне «Südkopf» при финансовой поддержке фонда «Kunststiftung Volkswagen»; квадратное здание Музея изобразительных искусств высотой в 16 метров было построено по проекту архитектурного бюро «Schweger & Partner» и имеет выставочные площади в 3500 м²; в 2007 году в его дворе был разбит сад в японском стиле. С момента открытия в музее было проведено более 130 выставок, посвящённых современному искусству.

## История и описание
Музей современного искусства открылся в мае 1994 года в пешеходной зоне «Südkopf» в городе Вольфсбург; первой выставкой в новом здании стала ретроспектива работ французского художника и скульптора Фернана Леже. Директором-основателем музея до 2004 года являлся голландский куратор Гийс ван Туйл (Gijs van Tuyl, род. 1941); с января 2006 до своей смерти в марте 2014 года галерею возглавлял швейцарский историк искусства Маркус Брюдерлин (1958—2014). С 1 февраля 2015 года до апреля-июня 2019 года музей находился под руководством Ральфа Байля (Ralf Beil, род. 1965), который ранее работал в Дармштадте. Сам музей видит свой целью «вдохновение искусством» — музей хочет «строить мосты между горожанами и искусством», используя для этого современные цифровые технологии; он полагает, что сможет таким образом донести свой «контент» до максимально широкой аудитории — вызвать у посетителей любопытство и вдохновить их на активное знакомство с актуальным искусством.

### Здание
Гамбургская архитектурная фирма «Schweger & Partner» спроектировала здание для нового музея на площади Hollerplatz в виде «прозрачной лоджии» с широкой стеклянной крышей. Центральный выставочный зал имеет квадратную планировку — с длиной стороны в 40 метров и высотой в 16 метров. Предполагалось, что здание будет адаптивно, позволяя разрабатывать индивидуальную планировку под каждую из временных выставок. Основной зал с двух сторон окружен двухъярусными небольшими выставочными пространствами; общая площадь выставочных помещений составляет 3500 м². В связи с выставкой «Япония и Запад» (Japan und der Westen), в 2007 году во дворе здания был разбит японский сад — архитектор Kazuhisa Kawamura создал его по образцу сада в храме Рёан-дзи в Киото, а также использовал некоторые элементы из архитектуры Людвига Мис ван дер Роэ, пытаясь таким образом показать диалог между Востоком и Западом.

### Деятельность
С момента открытия в Художественном музее Вольфсбурга было проведено более 130 выставок, посвящённых современному искусству. Масштабные обзорные выставки чередуются с персональными — включая работы Карла Андре, Энди Уорхола, Люка Тёйманса, Олафура Элиассона, Фрэнка Стеллы, Джеймса Таррелла и Ими Кнобеля. После смены директора, произошедшей в 2006 году, программа стала более сосредоточена на крупных исторических и тематических выставках — посвящённых художественным вопросам современности; музей пытается в рамках своей программы осветить данные вопросы XXI века с разных точек зрения. Музей затрагивает и региональные проблемы: в частности, в 2016 году в нём проходила выставка о городской среде «Wolfsburg Unlimited. A City as World Laboratory». Также проводятся и фотовыставки: так, в 2017 году прошла выставка южноафриканский фотографа, портретиста и документалиста Питера Хьюго (род. 1976) «Between the Devil and the Deep Blue Sea» (Между дьяволом и глубоким синим морем).
С 1994 года музей в Вольфсбурге собирает и собственную коллекцию мировых произведений современного искусства, специализируясь на минимализме, концептуальном искусстве и арте повера. В рамках коллекционной деятельности музей не ставит себе целью рассказать о всех «течениях» в современном искусстве, но акцентируется внимание на работах, которые, по его мнению, представляют важные аспекты актуального искусства в целом. Работы из коллекции как включаются во временные выставки, так и демонстрируются отдельно.
Деятельность Кунстмузеума спонсируется и поддерживается некоммерческой организацией «Freundeskreis Kunstmuseum Wolfsburg», в которой действует и молодёжное отделение «Junge Freunde». Благодаря собственному зданию, музей имеет возможность предоставлять свои помещения для студенческих проектов, семинаров и иных творческих программ. Кроме того в здании располагается ресторан «Awilon» и музейный магазин. Среди спонсоров музея есть как фонд «Kunststiftung Volkswagen», так и независимый фонда «Stiftung von Asta und Christian Holler», основанный бывшими владельцами компании «Volkswagen Versicherungsdienst GmbH» (VVD) Кристианом Холлером (1900—1969) и его женой Астой (1904—1989).